# Cibercultura
La Cibercultura es una cultura semiunderground, desarrollada y mantenida por internautas o ciudadanos digitales, usuarios frecuentes y activos de Internet que principalmente se comunican en línea como miembros de comunidades digitales; es decir, una cultura cuya influencia está "mediada por pantallas de computadora" y por tecnologías de la información y la comunicación,especialmente Internet. 
La cibercultura surge de las frecuentes interacciones entre miembros pertenecientes a diversas comunidades en línea y la utilización de estas comunidades para la comunicación, el entretenimiento, los negocios y la recreación. Las primeras comunidades en línea de este tipo estuvieron centradas alrededor de intereses y pasatiempos de usuarios anónimos que fueron los primeros en utilizar Internet, típicamente aquellos con intereses académicos, tecnológicos, altamente especializados o incluso subversivos.
La naturaleza abarcadora de la cibecultura ha llevado al estudio de muchos de sus elementos, tales como el anonimato y el pseudoanonimato, las redes sociales, los videojuegos y otras comunidades específicas, y también ha planteado preguntas acerca de la identidad digital y la privacidad en Internet.

## Descripción
Es un neologismo que combina la palabra cultura y el prefijo ciber, en relación con la cibernética, así como lo relacionado con la realidad virtual. Son las Tecnologías de la información y la comunicación las que han generado una gran revolución en la manera de acceder, apropiarse y transmitir la información, generando nuevos desarrollos sociales, políticos y económicos, que es lo que el común de la gente interpreta como cibercultura.
Según Derrick de Kerckhove, es desde el computador donde se ha configurado un lenguaje universal: el digital. La cibercultura se puede apreciar desde tres puntos de vista: a) Interactividad, que es la relación entre la persona y el entorno digital definido por el hardware que los conecta a los dos; b) Hipertextualidad: que es el acceso interactivo a cualquier cosa desde cualquier parte. Es una nueva condición de almacenamiento y entrega de contenidos; y c) Conectividad: que es lo potenciado por la tecnología, por ejemplo Internet.
Cibercultura es “el conjunto de técnicas, de maneras de hacer, de maneras de ser, de valores, de representaciones que están relacionadas con la extensión del Ciberespacio”.

## Definición

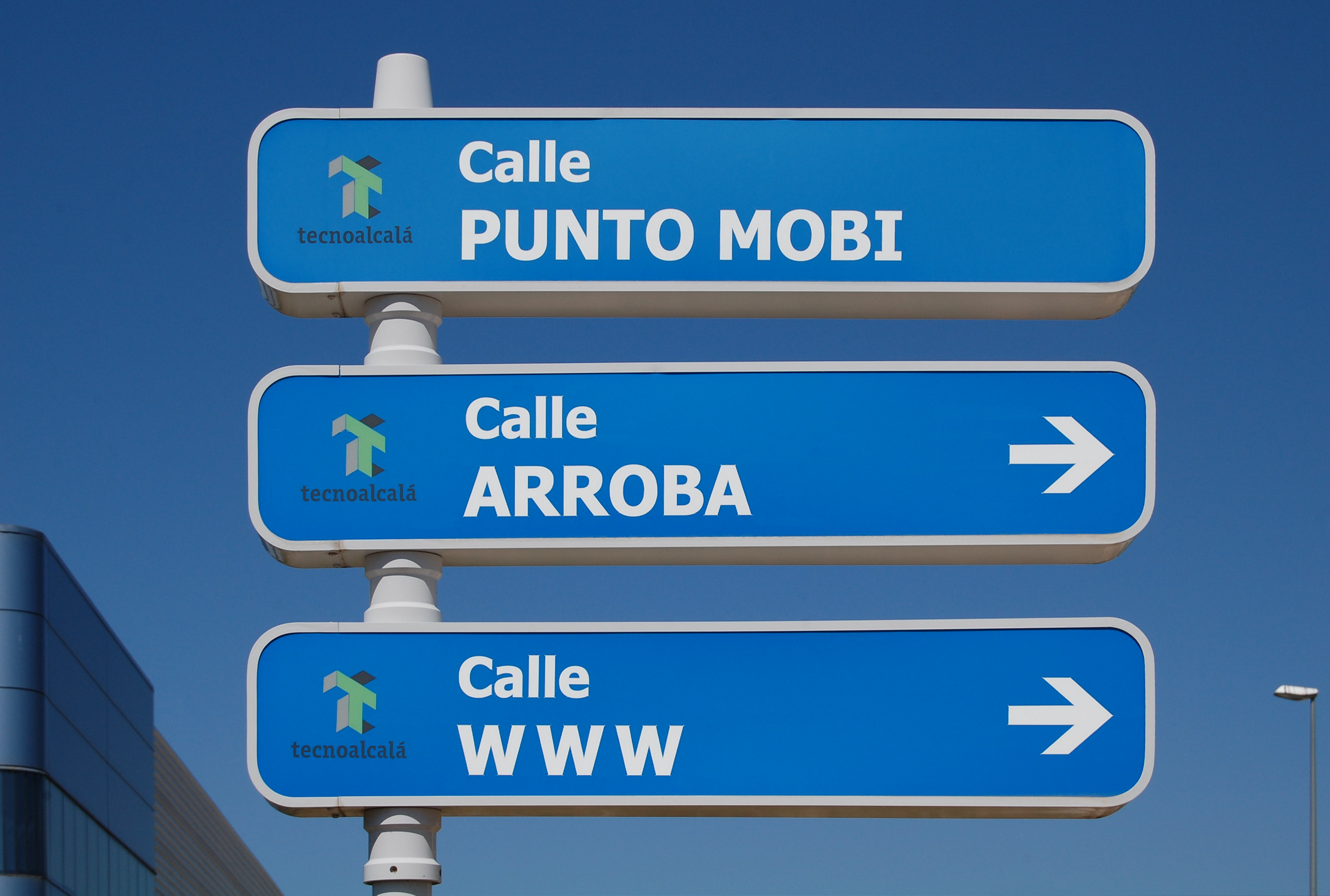
Calles con términos informáticos, en el Parque Científico Tecnológico de la Universidad de Alcalá.

Considerando a la cibercultura como una estructura que nos da para comprender la dinámica que nos quiere mostrar el Internet, ya que es un sistema en el que se plasman las condiciones internas de nuestra sociedad en busca de la modernidad. Es un fenómeno, no precisamente estudiado, sino analizado y aprovechado por muchas personas, a lo largo de la década de 1970, 1980, 1990 y presente, el cual se originó por el boom de la información en un mundo en donde la información y la rapidez de esta para llegar a sus destinos es determinante para saber cuán valiosa es. Ha influido mucho en nuestra vida ya que ha sido la manera como nos estamos comunicando y creando así un nuevo mundo para satisfacer las necesidades que tenemos de estar en contacto siempre con el otro. Esta también es una nueva forma de cultura, donde el uso de las nuevas tecnologías forma parte de nuestra cotidianidad, nos apoyamos en ella para realizar todo tipo de actividades, hasta tal punto que se ha convertido en una nueva forma de vivir, en una cultura, está integrada en nosotros de tal forma que "separarnos" de ella es cada vez más costoso.
Finalizando la década de los 80, el proceso de expansión de las TIC comenzaba a acelerarse y algunas perspectivas de análisis denominaron cibercultura a las experiencias y producciones desarrolladas en esta nueva dimensión cultural contemporánea que orbitaban en torno al núcleo de las mediaciones tecnológicas. Las categorías principales de esta cultura son: la interactividad humana con las máquinas, la hipertextualidad articuladora de diversos lenguajes y la conectividad como facilitadora de la comunicación e información mediada por computadoras.
Podríamos deducir que la cultura contemporánea se redefine en el ciberespacio y/o citar a un experto en el tema, Pierre Lévy, que designa el ciberespacio como un universo de redes numéricas que se ha constituido en el lugar de encuentro de la cultura contemporánea, lugar de conflictos mundiales y nueva frontera económica y cultural.
En síntesis la cibercultura es: "La cultura que emerge a través de la utilización de todos los medios de comunicación", porque es la adaptación de los nuevos medios para la interacción entre individuos y de igual manera a través de la mediatización tecnológica esta intrínseco el obtener conocimiento, aunque de manera subjetiva, teniendo entendido de que cada persona es poseedora de un criterio.

## Características
La cibercultura es el conjunto de formas de ser, conocimiento, técnicas, valores, creencias, tradiciones, etc. que están relacionadas con la extensión del ciberespacio.
1. La cibercultura no existiría sí no la hiciéramos funcionar todos los días.
2. Otra característica de la cibercultura es que el hombre se ha vuelto dependiente de ésta y ahora la considera como algo necesario para hacerse la vida más sencilla, ahorrando tiempo y en algunos casos hasta dinero.
3. También es un medio masivo de comunicación, pues es una conexión mundial. Por desgracia no puede estar al alcance de todos, es limitada.
4. Debido a la cibercultura ha aparecido el término que engloba a una nueva generación, la cual hace prácticamente girar todas sus vidas alrededor de medios digitales.

## Diferencia entre cultura y cibercultura
"El hombre siempre busca dar un paso hacia delante y quizás, en mi opinión, el paso más importante que ha dado en su historia es la cibercultura. Gracias a ella, las personas estamos más informadas, somos más autodidactas, más interactivos y más multiculturales."
(André Lemos)

La cibercultura es un avance o evolución de la cultura, la cual lleva al hombre a una ampliación de ciertos contenidos académicos, sociológicos, antropológicos y sociales. El concepto de cibercultura se puede profundizar, primero hablando y desarrollando acerca de lo que conocemos como cultura. De tal manera, que se puede iniciar, definiendo la palabra cultura por medio del DRAE.

En el diccionario aparecen dos acepciones de la palabra cultura:
1. Conjunto de conocimientos que permite a alguien desarrollar su juicio crítico.
2. Conjunto de modos de vida y costumbres, conocimientos y grado de desarrollo artístico, científico, industrial, en una época, grupo social, etc.

Concluyendo esta parte, la cultura es un comportamiento heredado por medio de una comunicación con las esferas sociales en las que el hombre vive, y esta se manifiesta a través de nuestra forma de pensar, actuar y sentir.
Por tanto, podemos decir que la cibercultura (clara ampliación del concepto de cultura) es un conjunto de sistemas sociales, ideológicos y de costumbres que van de la mano con el impulso que han dado las nuevas tecnologías al bienestar del hombre que cada día está más capacitado, más comunicado, más informado y sobre todo está sumergido en un adelanto de su propio ser. 
Finalmente, la diferencia entre cultura y cibercultura va a reposar en que la segunda es más compleja que la primera, ya que está arraigada a las nuevas tecnologías y al nuevo mundo, que estas han traído a la manera de un educador con sus alumnos y han logrado así una superación, transformando al hombre viejo en una especie de “Ciber-Homo sapiens sapiens”
Es importante mencionar, que todos los cambios producidos por la cibercultura han sido muy importantes para nuestra vida, pero si no se les da el uso adecuado, también pueden dañar los lazos que existen entre familia, amigos, trabajo, escuela y mucho más. Tenemos que contemplar que la cibercultura debe tener un uso controlable es decir sin exceder de ella.

## Manifestaciones de la cibercultura
La cibercultura incluye varias interacciones humanas mediadas por la red de computadores, como son actividades, ocupaciones, juegos, lugares y metáforas, e incluyen una variedad de aplicaciones informáticas. Algunas son ofrecidas por especialistas en software y otras son protocolos propios de internet:
| - Blogs - Redes sociales - Wikis | - Juegos en línea - Juegos de rol - Televisión interactiva | - Agregadores de noticias - Comercio electrónico - Foros de discusión |

## Cibercultura y globalización
El desarrollo de las tecnologías de la información ha hecho revivir la idea de la aldea global de Marshall McLuhan y dio un nuevo impulso al proceso de la globalización, constituyendo para algunos teóricos el núcleo de la misma. Es el caso de Manuel Castells para quien la sociedad y la economía globales actuales se caracterizan, en lo esencial, por su capacidad para funcionar como una unidad, en tiempo real, a escala planetaria. Castells propone una distinción entre sociedad de la información y sociedad "informacional", término último que pretende subrayar el atributo de una forma específica de organización social tecnológicamente avanzada, en el que la generación, procesamiento y transmisión de la información se han transformado en las principales fuentes de productividad y de poder.
Otro concepto que toma valor es el del inconsciente colectivo como una identidad que trasciende todas las diferencias culturales de la estructura de la mente. Douglas Rushkoff plantea en su libro Ciberia la posibilidad de que los seres humanos se conviertan en las neuronas del planeta. Para Rodolfo Llinás la Red es una buena candidata, en cuanto a requisitos potenciales, para soportar la conciencia de muchos en una mente colectiva.
Uno de los mitos que se ha introducido a través de la Internet es el del avatar y el culto a la doble personalidad, en el uso frecuente que se hace de un avatar para darle personalidad a un usuario, sin tener en cuenta que la estimulación de la mente para que asuma el control de la personalidad, puede terminar en posesión u obsesión, considerado por la psicología como un Trastorno de personalidad, en particular el Trastorno de identidad disociativo.
El antropólogo Arturo Escobar, en su artículo Bienvenidos a Cyberia, describe desde el punto de vista de la antropología, los desafíos que la cibercultura exige para los nuevos desarrollos teóricos en las ciencias sociales y en especial en la antropología. No obstante, aproximaciones como es el caso de los estudios de ciencia, tecnología y sociedad, así como análisis críticos sobre la modernidad empiezan a analizar el impacto que tienen el uso generalizado de las tecnologías de la información en las transformaciones de la vida social contemporánea. Estas son algunas líneas de investigación que empiezan a desarrollarse:
1. Producción y uso de las tecnologías de la información.
2. Estudios sobre comunidades y redes sociales virtuales.
3. Estudios de cultura popular de la ciencia y la tecnología.
4. Estudios de comunicación y tecnologías de la información.
5. Economía política de la cibercultura.

## Cibercultura en la cultura popular
Creencias y mitos sobre la cibercultura se pueden identificar en series y películas de ciencia ficción donde se concibe al ser humano como un mecanismo integrado por bits antes que un organismo integrado por átomos: un ser digital. Es el caso del anime Serial Experiments Lain en el que cobra importancia la resonancia Schumann como fundamento de la telecomunicación. Por otra parte, en la película The Matrix se plantea el concepto de hackear de la siguiente manera: 

Toda historia sobre vampiros, hombres lobo y extraterrestres es un programa que está asimilando otro programa, que está haciendo algo que no debería estar haciendo. Un programa lo hace cuando va a ser borrado. El programa puede esconderse en Matrix o regresar a la fuente.

La película Tron introdujo la realidad virtual en la ciencia ficción, establece diferencias entre el programa, el programador y el usuario.
En Total Recall se pueden ver las diferencias entre memoria y conciencia así como el concepto del Yo en su relación con la holografía
En la película The Thirteenth Floor plantean el concepto de usuario en la realidad virtual como el alma de una persona.
En Click muestran la influencia del control remoto en la vida de los seres humanos y la manía que se adquiere de adelantar o retrasar un programa de televisión.

## Autores que han expresado su concepto de cibercultura
Algunos autores como Kerckhove y Lévy, definen la cibercultura como la tercera era de la comunicación, en la que se habría configurado un lenguaje todavía más universal que el alfabeto: el lenguaje digital. Una era que habría seguido a las de la oralidad y la escritura. Kerkchove, además, propone comprender la cibercultura desde tres grandes características: la interactividad, la hipertextualidad y la conectividad (Inteligencias en conexión. Hacia una sociedad de la web).
Pero habría mucho más que decir sobre la cibercultura. Desde el punto de vista del impacto tecnológico, una cuestión clave para la cibercultura es poder discernir de qué modo están afectando las nuevas tecnologías a la inteligencia y a las formas de usarla. Al respecto, Kerckhove, en su libro. La piel de la cultura Investigando la nueva realidad electrónica, indaga los efectos de las tecnologías electrónicas desde la televisión hasta el ciberespacio, pasando por la realidad virtual, el Internet, la biomecánica y las llamadas por él psicotecnologías.
Por su parte, Sherry Turkle, en su libro: La vida en la pantalla. La construcción de la identidad en la era de Internet, nos ofrece una muy bien documentada descripción de las nuevas subjetividades que surgen ante la irrupción y extensión de las nuevas tecnologías digitales, y muy especialmente acerca del problema de la identidad en el ciberespacio.
Para Mark Dery, en su documento: Velocidad de escape. La cibercultura en el final de siglo, una descripción justa de la cibercultura debería atender toda una gama de fenómenos subculturales tales como la ciberdelia, el ciberpunk, el arte cibernético, el cíborg (cuerpo y tecnología) y la "robocopulación" o sexo por tecnología, entre otros temas.
Y precisamente en un libro que aborda este último aspecto de la cibercultura: El eros electrónico, Román Gubern se propone describir los efectos emocionales del impacto de las nuevas tecnologías de la información y la comunicación, desde una perspectiva biológica y antropológica. Gubern se detiene en fenómenos como la extensión de la pornografía, los usos amorosos del correo electrónico, la aplicación sexual de las imágenes digitales y de la realidad virtual, así como en lo que él llama el ideal claustrofílico y sus servidumbres.
Pero Gubern también propone reconsiderar la compleja evolución histórica de las imágenes icónicas en la cultura occidental, a partir de la irrupción de las nuevas tecnologías de la ilusión perceptual, especialmente, la Realidad Virtual. En su libro: Del Bisonte a la Realidad virtual. La escena y el laberinto, Gubern percibe la RV como una síntesis, aún no enteramente asimilada, de dos tradiciones occidentales: la imagen-escena explícita y la imagen-laberinto hermética.
En su libro: Elegía a Gutemberg, Sven Birkerts, asumiendo una postura similar a la de Kernan (en La muerte de la literatura), ve la cibercultura más como una época de transición hacia la consolidación de una "cultura electrónica" que estaría acabando con los valores propios de la "cultura de la imprenta", en la que estamos embarcados hace más de doscientos años; y hace un dramático pero justo balance cultural en el que es posible apreciar lo que se gana con la época por venir, pero también lo que se pierde. Birkerts no duda en calificar esta época de transición como la del último pacto fáustico de la humanidad.
Luis Joyanes, por su parte, describe en su libro Cibersociedad, los retos sociales ante un nuevo mundo digital, que incluyen aspectos tales como los cambios sociales de la revolución informática, los factores del cambio que han conducido a la cibercultura y un análisis de la nueva sociedad: la cibersociedad, centrado en los valores éticos asociados al cambio.
En atracción mediática. El fin de siglo (XX) en la educación y la cultura, Cafiero, Marfioti y Tagliabue, compilan una serie de reflexiones sobre los distintos cambios culturales de nuestra sociedad contemporánea, registrando su impacto en los campos de la educación, la ciencia y la tecnología, los medios, la política y la industria cultural.
Edward Barret y Marie Redmond, reúnen una serie de interesantes artículos en torno a lo que consideran es la nueva forma de construcción social del conocimiento, basada en los medios contextuales.
Steven Holtzman se detiene en el análisis de una posible "estética del ciberespacio". En su libro: Digital Mosaics, propone una descripción de lo que él denomina "Mundos Digitales", a los que considera una nueva presencia basada en la virtualidad, la computación y la animación, y luego plantea la consolidación de un nuevo medio expresivo, específico y potencialmente arrollador.
Guiomar Salvat en: La experiencia digital en presente continuo, recoge diversos artículos que extienden su análisis del impacto de "lo digital" más allá de la esfera artística a otros aspectos de la vida cotidiana como la comunicación, el ámbito legal y el sociológico. Con este panorama se logran visualizar con mucha objetividad las tremendas repercusiones de una tecnología que debe ser apreciada con criterios oportunos e integrales.
Pierre Lévy ofrece una bienvenida a "lo virtual" como su manera de describir la cibercultura. Para este autor, la virtualización se ha extendido a distintos aspectos de la cultura contemporánea: el cuerpo, el texto, la economía y la inteligencia. Describe su operatividad y propone algunas alternativas para intervenir en las transformaciones culturales, actualmente en curso.
James O'Donnel, prefiere examinar los Avatares de la palabra en un libro que centra su atención en el destino de la palabra escrita, no sólo como medio expresivo, sino como fundamento de la academia y de la educación.
Una reflexión semejante se expresa en la compilación de Geoffrey Nunberg: el futuro del libro, en la cual se plantean diversos temas que confrontan el destino del libro frente a la tecnología electrónica.
Tomás Maldonado realiza una Crítica de la razón informática, centrando su análisis en los aspectos político (el impacto sobre la democracia), tecnológico (la telemática y los nuevos escenarios urbanos) y epistemológico (cuerpo humano y conocimiento digital).
Con una intención similar, pero con base en un corpus más amplio, José Luis Sánchez Noriega, realiza una importante Crítica a la seducción mediática. En la parte pertinente de su libro, Sánchez Noriega plantea una ambivalencia esencial en el desarrollo y promoción de las llamadas autopistas de la información. Sin embargo, toda la estructura metodológica del libro, si bien enfocada al sistema mediático tradicional (cine, televisión) es aplicable al impacto social y cultural de las nuevas tecnologías, entendidas como nuevos medios de comunicación masiva.
Finalmente, Aronowitz, Martinsons y Menser, reúnen varios artículos para comprender mejor la interrelación entre cultura, tecnología y ciencia, en un libro titulado: Tecnociencia y cibercultura, que pretende aplicar el enfoque de los estudios culturales y de la complejidad en un fenómeno que parece identificar nuestra cultura contemporánea: el inevitable reencuentro entre ciencia y cultura.